# Vitrectomia
La vitrectomia és una cirurgia per treure part o la totalitat de l'humor vitri de l'ull. El vitri extret se substitueix per aire, gas o líquids (per exemple oli de silicona).
Amb la vitrectomia es pot eliminar la totalitat del vitri, o només petites porcions de l'humor vítri de les estructures frontals de l'ull (vitrectomia anterior), sovint perquè s'enreda en una lent intraocular o altres estructures.
Fins i tot abans de l'era moderna, alguns cirurgians havien realitzat vitrectomies. Per exemple, el cirurgià holandès Anton Nuck (1650-1692) va dir que havia tret vitri per succió en un jove amb un ull inflamat. A Boston, John Collins Warren (1778-1856) va realitzar una vitrectomia limitada per al glaucoma d'angle tancat.
Aquest procediment s'utilitza per al tractament de diferents malalties oculars, com el despreniment de retina, l'hemorràgia vítria, el forat macular i en trastorns com les miiodesòpsies greus ocasionades per despreniment de vitri posterior.